# 学校法人明星学苑
明星学苑（めいせいがくえん）は、東京都日野市に本部を置く学校法人。

## 概要
1923年に明星実務学校として創立、東京都多摩地域に幼稚園から大学院までを有する総合学園である。
本部および明星大学（日野校）が東京都日野市程久保2丁目1-1、府中校として明星中学校・高等学校、明星小学校、明星幼稚園が府中市栄町1丁目1に存在する。
同じく多摩地域の東京都三鷹市にある学校法人明星学園（みょうじょうがくえん）は異なる法人である。

## 基本理念

### 建学の精神
和の精神のもと、世界に貢献する人を育成する

### 教育方針
- 人格接触による手塩にかける教育
- 凝念を通じて心の力を鍛える教育
- 実践躬行の体験教育

### 校訓
健康、真面目、努力

### ビジョン
自ら変革し続け、新たな時代、新たな世界を謳歌する人間性あふれる卒業生を輩出する学苑

## 沿革
- 1923年 星野鏡三郎の寄付により明星実務学校創立。学校名は児玉九十が星野から一字を採る。[2]
- 1927年 明星中学校に改組
- 1948年 明星高等学校開校
- 1949年 明星幼稚園開園
- 1950年 明星小学校開校
- 1951年 学校法人明星学苑に組織変更
- 1954年 明星中学校、高等学校に女子部開設
- 1961年 明星高等学校工業課程設立
- 1964年 明星大学開学、理工学部開設
- 1965年 明星大学 人文学部開設
- 1966年 明星大学 人文学部に経済学科増設
  - カフジ明星小学校開校、幼稚園開園
- 1967年 明星大学 通信教育部開設
- 1971年 ムソシ明星小学校開校
  - 明星大学大学院人文学研究科開設
- 1972年 明星大学大学院 理工学研究科開設
- 1973年 明星高等学校工業課程募集停止
  - 明星学苑創立50周年記念式典挙行
  - 秩父宮妃臨席
- 1975年 シラズ明星小学校、幼稚園開校
- 1976年 ムソシ明星小学校閉校
  - 明星大学付属幼稚園開園
- 1979年 シラズ明星小学校、幼稚園閉校
- 1987年 いわき明星大学を福島県いわき市に開校、理工学部、人文学部開設
- 1992年 明星大学 情報学部、日本文化学部開設
  - いわき明星大学大学院・理工学研究科、人文学研究科開設
- 1998年 明星大学大学院 情報学研究科開設
- 1999年 明星大学大学院 通信教育課程開設
- 2000年 明星大学 日本文化学部生活芸術学科を造形芸術学科に名称変更
  - 明星大学付属幼稚園閉園
- 2001年 明星大学 人文学部経済学科を経済学部経済学科に改組
  - いわき明星大学・学科改組
- 2003年 明星大学 人文学部社会学科を人間社会学科へ名称変更
  - 明星中学校共学開始
- 2005年 明星大学 理工学部、人文学部、経済学部、情報学部、日本文化学部を改組。造形芸術学部を開設
  - いわき明星大学 科学技術学部開設、人文学部を改組
  - カフジ明星小学校休校、幼稚園休園
- 2006年 明星大学大学院 経済学研究科開設
  - 明星高等学校共学開始
- 2007年 いわき明星大学 薬学部薬学科開設
- 2008年 明星学苑創立85周年記念式典挙行
- 2010年 明星大学 理工学部、人文学部、日本文化学部を改組。教育学部を開設
  - いわき明星大学 科学技術学部を改組
- 2012年 明星大学 経済学部を改組。経営学部を開設
- 2013年 明星学苑創立90周年記念式典挙行
- 2014年 明星大学 造形芸術学部を改組。デザイン学部を開設
  - 明星大学大学院 教育学研究科を開設
  - 通信制大学院 人文学研究科を教育学研究科に名称変更
- 2015年 いわき明星大学 人文学部を改組。教養学部を開設。明星大学青梅校の教育研究活動の機能を日野校に移転。
- 2016年 いわき明星大学が法人から分離し、医療創生大学となる。
- 2017年 明星大学 心理学部を開設
- 2020年 明星大学 建築学部を開設
- 2023年 明星学苑創立100周年
  - 明星大学 データサイエンス学環を開設（学部等連係課程実施基本組織として設置）

## 設置校

### 現在の設置校
- 明星幼稚園 - 東京都府中市栄町1丁目1
- 明星小学校 - 東京都府中市栄町1丁目1
- 明星中学校・高等学校 - 東京都府中市栄町1丁目1
- 明星大学 - 東京都日野市程久保2丁目1-1

### かつて設置した学校
- 明星大学付属幼稚園（1976年 - 2000年）
- カフジ明星小学校・幼稚園（1967年 - 2005年、休校・休園）- アラビア石油日本人従業員子対応サウジアラビア日本人学校

- ムソシ明星小学校（1971年 - 1976年）- 日本鉱業日本人従業員子弟対応コンゴ日本人学校

- シラズ明星小学校・幼稚園（1975年 - 1979年）- ブリヂストンタイヤ日本人従業員子弟対応イラン日本人学校